# Uchwyty do pompek

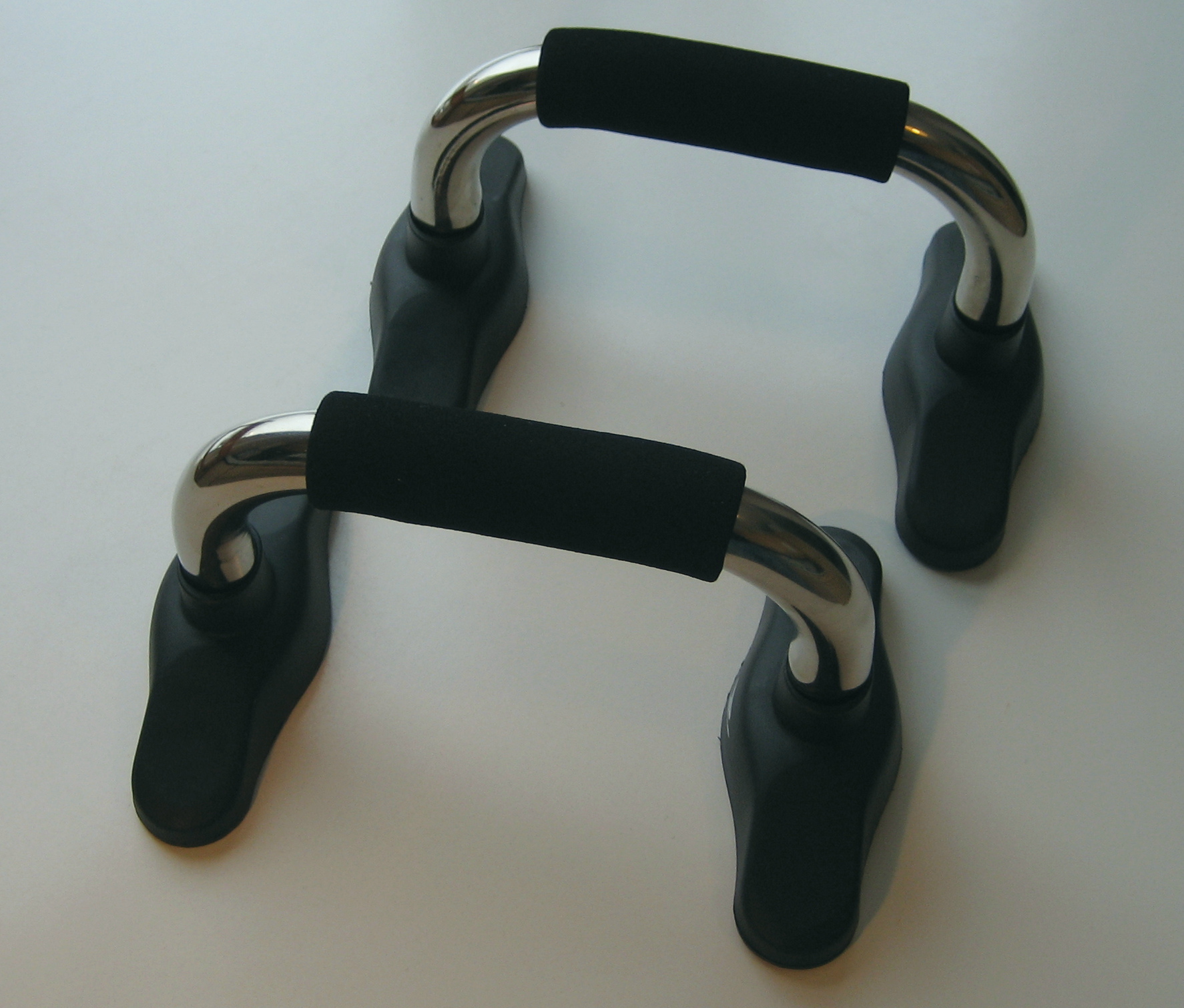
Uchwyty do pompek

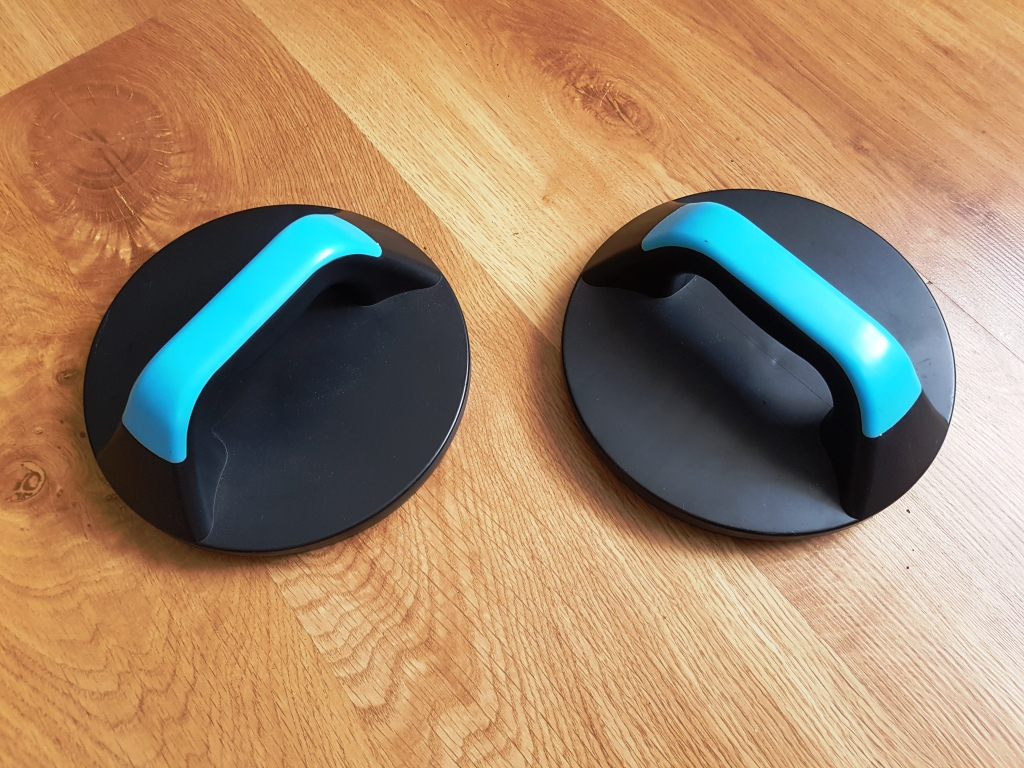
Obrotowe uchwyty do pompek

Uchwyty do pompek – sprzęt sportowy służący do bardziej efektywnego wykonywania uginania i prostowania ramion w podporze przodem, czyli popularnych pompek.
Są również wykorzystywane jako poręcze do ćwiczeń mięśni brzucha, do nauki stania na rękach, czy planche w street workout.